# Sydney Flames
Le Sydney Uni Flames sono una società cestistica avente sede a Sydney, in Australia. Fondate nel 1980, giocano nella WNBL.
Disputano le partite interne al Sydney University Sports.